# 川治溫泉站
川治溫泉站（日语：／ Kawaji-onsen eki */?）是位於栃木縣日光市藤原1077番4號，屬於野岩鐵道的會津鬼怒川線車站。

## 歷史
- 1986年（昭和61年）10月9日 - 車站啟用。

## 車站構造
此站是高架車站，設有1面2線的島式月台，可進行列車交會。站內設有「臨時售票處」，日間設有車站職員當值。此站可購買前往鬼怒川溫泉站的特急券。

### 月台
| 月台 | 路線          | 上下行 | 方向                                     |
| ---- | ------------- | ------ | ---------------------------------------- |
| 1    | ■會津鬼怒川線 | 下行   | 會津高原尾瀨口、會津田島、會津若松方向   |
| 2    | ■會津鬼怒川線 | 上行   | 新藤原、鬼怒川溫泉、東京天空樹、淺草方向 |

## 利用狀況
在2016年度，1年總乘車人次為10,743人。即是一日平均乘車人次為約29人。
以下為近年乘車人次變化。
| 年度               | 一年總 乘車人次 | 一日平均 乘車人次 |
| ------------------ | --------------- | ----------------- |
| 2008年（平成20年） | 23,067          | 63                |
| 2009年（平成21年） | 17,485          | 48                |
| 2010年（平成22年） | 16,742          | 46                |
| 2011年（平成23年） | 11,550          | 32                |
| 2012年（平成24年） | 12,751          | 35                |
| 2013年（平成25年） | 10,571          | 29                |
| 2014年（平成26年） | 9,921           | 27                |
| 2015年（平成27年） | 9,702           | 27                |
| 2016年（平成28年） | 10,743          | 29                |

## 車站周邊
車站附近設有名為小網的村落，在國道121號上設有居民。此站鄰近的日光市立川治小學·中學在2010年關校。車站附近設有鬼怒川，由栃木縣企業局管理的小網水壩。
車站雖然名為「川治溫泉」，但是此站比較不方便前往「川治溫泉」，鄰站川治湯元站比較接近。

## 巴士路線
於站前設有數個巴士站，巴士站名稱均為「川治溫泉站前」。

### 站前迴旋路內
在站前迴旋路內設有日光市營巴士巴士站。
- 日光市營巴士（鬼怒川溫泉女夫渕線）[3]
  - 經川治溫泉、青柳、川俁 前往女夫渕

※市營巴士前往鬼怒川溫泉站方向設有巴士停靠，但是只限下車，不可乘車

### 國道上
在國道121號（會津西街道）上設有日光交通巴士站。
- 日光交通[4]
  - 經川治溫泉（日语：川治温泉）、湯西川溫泉站 前往湯西川溫泉（日语：湯西川温泉）
  - 前往鬼怒川溫泉站

## 相鄰車站
野岩鐵道
■會津鬼怒川線
- ■部分特急「Revaty會津」停車站

□快速「AIZU山特快」、■普通
龍王峽－川治溫泉－川治湯元

## 注腳
1. 1 2  栃木県統計年鑑 （页面存档备份，存于）（日語）
2. ↑  .   [2021-01-05]. （原始内容存档于2015-10-28）.
3. 1 2  鬼怒川温泉女夫渕線（PDF：2,813KB）PDF（日語） 2018年4月25日參閲
4. ↑  日光交通株式会社　路線バス　通過予定時刻表　川治温泉駅 （页面存档备份，存于）（日語） 2018年4月25日參閲

## 外部連結
- 野岩鐵道 川治溫泉站 （页面存档备份，存于）（日語）